# Cirrhophanus miaiphona
Cirrhophanus miaiphona là một loài bướm đêm trong họ Noctuidae.